# Coloured Peak
Der Coloured Peak (englisch für Bunte Spitze) ist ein 660 m hoher Berg im westantarktischen Marie-Byrd-Land. Er ragt 3 km südöstlich des O’Brien Peak in den Ausläufern des Königin-Maud-Gebirges am Südrand des Ross-Schelfeises auf.
Der United States Geological Survey kartierte ihn anhand eigener Vermessungen und Luftaufnahmen der United States Navy aus den Jahren von 1960 bis 1964. Teilnehmer der von 1969 bis 1970 dauernden Kampagne im Rahmen der New Zealand Geological Survey Antarctic Expedition untersuchten und benannten ihn. Namensgebend sind die gelben, pinkfarbenen und braunen Bänderungen in seinem Gestein.